# Pfeiffera boliviana
Pfeiffera boliviana ist eine Pflanzenart aus der Gattung Pfeiffera in der Familie der Kakteengewächse (Cactaceae). Das Artepitheton boliviana verweist auf das Vorkommen der Art in Bolivien.

## Beschreibung
Pfeiffera boliviana wächst mit vierkantigen, an der Basis geflügelten Haupttrieben, auf denen sich Areolen mit kurzen, gelblichen Borsten befinden. Die übrigen abgeflachten, dünnfleischigen, stark eingekerbten Triebsegmente sind 1,5 bis 30 Zentimeter lang und 1 bis 2 Zentimeter breit. Die in den Einkerbungen sitzenden Areolen sind bewollt. Dornen fehlen oder sind nur schwach entwickelt.
Die weißlichen, cremeweißen oder hellrosafarbenen Blüten erscheinen meist einzeln. Sie sind bis zu 1,5 Zentimeter lang und weisen Durchmesser von 1 Zentimeter auf. Die kugelförmigen, bräunlich gelben  Früchte erreichen Durchmesser von bis zu 1 Zentimeter.

## Verbreitung, Systematik und Gefährdung
Pfeiffera boliviana ist in den bolivianischen Departamentos La Paz und Cochabamba im Nebelwald und der Yungas-Vegetation in Höhenlagen von 1100 bis 2100 Metern verbreitet.
Die Erstbeschreibung unter dem unkorrekten Namen Hariota boliviana (ICBN-Artikel 11.4) erfolgte 1893 durch Nathaniel Lord Britton. David Richard Hunt stellte die Art 2002 in die Gattung Pfeiffera. Weitere nomenklatorische Synonyme sind Rhipsalis boliviana (Britton) Lauterb. (1910), Lepismium bolivianum (Britton) E.Ewald (1983, nom. inval.), Lepismium bolivianum (Britton) Barthlott (1991), Nothorhipsalis boliviana (Britton) Doweld (2002) und Bolivihanburya boliviana (Britton) Guiggi (2016).
In der Roten Liste gefährdeter Arten der IUCN wird die Art als „Data Deficient (DD)“, d. h. mit keinen ausreichenden Daten geführt.

## Nachweise